# Marc Gicquel
 Marc Gicquel  (Tunisz, 1977. március 30. –) francia hivatásos teniszező. Eddigi karrierje során 3 egyéni és 2 páros ATP-döntőt játszott, de mindet elvesztette.

## ATP-döntői

### Egyéni

#### Győzelmei (0)
| Tornagyőzelmek (egyéni)           |
| Grand Slam (0)                    |
| Tennis Masters Cup (0)            |
| ATP Masters Series (0)            |
| ATP International Series Gold (0) |
| ATP International Series (0)      |

#### Elvesztett döntői (3)
|   | Dátum             | Torna                              | Borítás          | Ellenfél a döntőben | Eredmény a döntőben |
| 1 | 2006. október 29. | Grand Prix de Tennis de Lyon, Lyon | Szőnyeg (fedett) | Richard Gasquet     | 3-6, 1-6            |
| 2 | 2007. október 28. | Grand Prix de Tennis de Lyon, Lyon | Szőnyeg (fedett) | Sébastien Grosjean  | 6-7, 4-6            |
| 3 | 2008. június 21.  | Ordina Open, 's-Hertogenbosch      | Fű               | David Ferrer        | 4-6, 2-6            |

### Páros

#### Elvesztett döntői (2)
|   | Dátum            | Torna                              | Borítás | Partner           | Ellenfelek a döntőben                   | Eredmény a döntőben |
| 1 | 2007. július 15. | Allianz Suisse Open Gstaad, Gstaad | Salak   | Florent Serra     | Frantisek Cermak / Pavel Vizner         | 5-7, 7-5, 7-10      |
| 2 | 2008. január 6.  | Chennai Open, Chennai              | Kemény  | Márkosz Pagdatísz | Sanchai Ratiwatana / Sonchat Ratiwatana | 4-6, 5-7            |